# 인텔 80486 오버드라이브

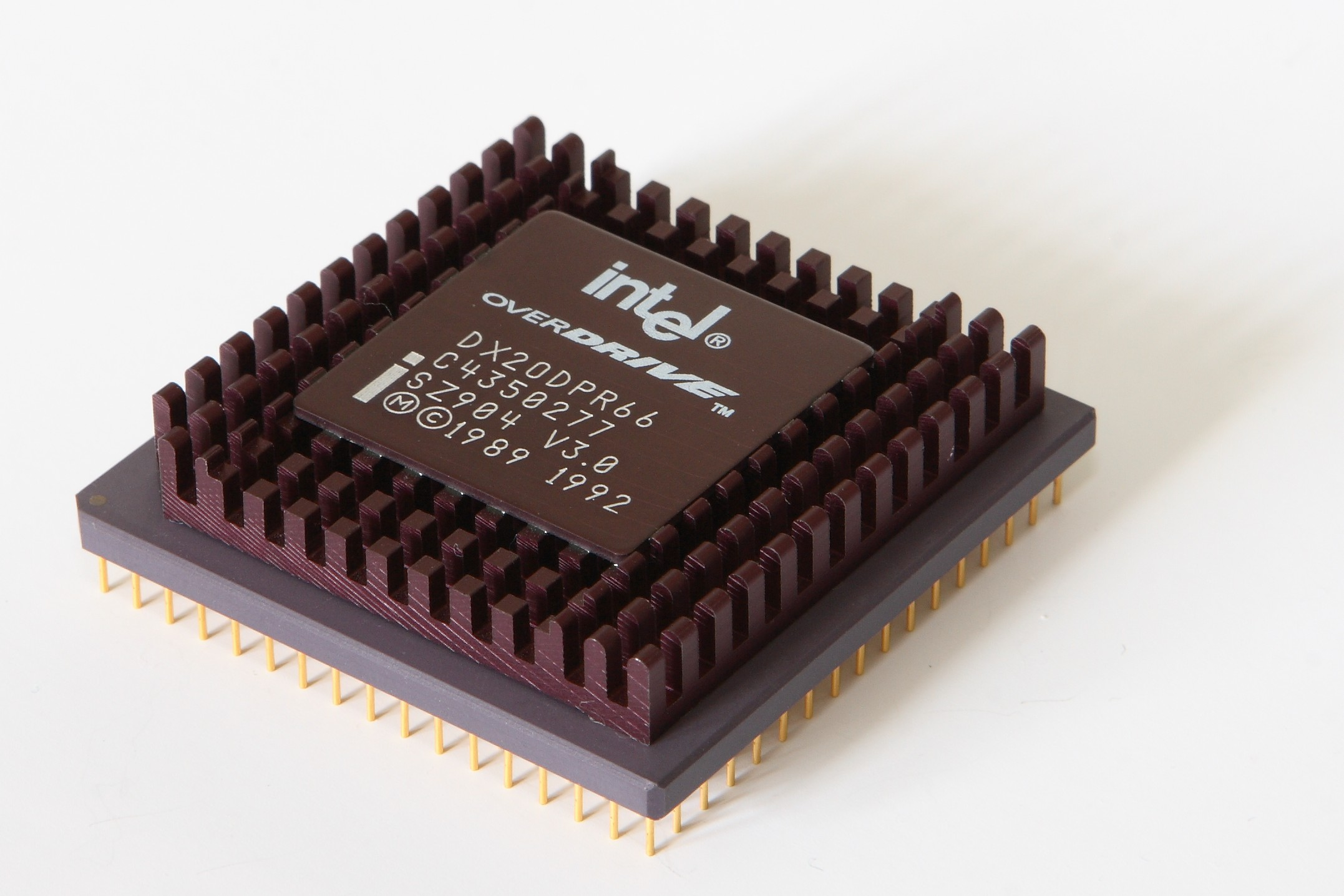
인텔 DX2-66 MHz 오버드라이브

인텔 80486 오버드라이브(intel 80486 overdrive) 또는 짧게 486 오버드라이브는 미국 인텔 사의 컴퓨터 CPU 제품군 중 하나로, 구형의 메인보드와 호환이 가능하도록 설계된 486 계열 제품군 및 해당 기술을 말한다. 현재는 단종되었다.
이러한 오버드라이브 제품군은 CPU가 새로 개발되면서 CPU 소켓이 달라지거나 설계 자체가 달라져서 호환되지 않던 구형 메인보드에 새로 개발된 CPU를 사용할 수 있도록 약간의 수정을 가한 제품이다. 대체로 보다 높은 클럭의 향상된 CPU를 사용할 수 있기 때문에 구형 CPU를 쓰는 것보다 성능 향상을 기대할 수 있다.

## 모델
- 20 MHz FSB, 40 MHz core
- 25 MHz FSB, 50 MHz core
- 33 MHz FSB, 66 MHz core
- 25 MHz FSB, 75 MHz core
- 33 MHz FSB, 100 MHz core

## 같이 보기
- 펜티엄 오버드라이브 - 펜티엄 계열의 오버드라이브 제품